# Shohei Abe
Shohei Abe (阿部 翔平 Abe Shohei?), född 1 december 1983 i Chiba prefektur, är en japansk fotbollsspelare.
Abe började sin karriär 2006 i Nagoya Grampus Eight (Nagoya Grampus). Han spelade 226 ligamatcher för klubben. Med Nagoya Grampus vann han japanska ligan 2010. Efter Nagoya Grampus spelade han för Ventforet Kofu och JEF United Chiba. Han avslutade karriären 2018.